# Сінт-Ніколас
Сінт-Ніколас — четверте за величиною місто Аруби з населенням 14 175 осіб (2020). Лежить у південно-східній частині острова Аруба за 19 км від Ораньєстада. Є портовим містом.

## Історія
1874 року Вотерс Ґравенгорст виявив на острові родовища фосфатів. 1879 року створено компанію Aruba Phosphaat Maatschappij (APM), яка зайнялася їх видобуванням, залучивши робітників із Кюрасао і Бонайре, а також групу італійських робітників. Видобуток фосфатів спричинив розвиток поселення Сінт-Ніколас, яке стало портом для експорту видобутих фосфатів. До цього поселення налічувало лише кілька рибальських хатин, з початком роботи APM воно стало невеликим селом, де могли відпочити моряки з кораблів, які заходять на острів.
У порту збудували дерев'яний пірс, до якого на ослах доставляли фосфати. 1881 року з Англії та Нью-Йорка доставлено нові матеріали, з яких збудовано залізний причал у порту затоки Сінт-Ніколаса, завдяки чому він став одним із найсучасніших для Карибських островів того часу. Для транспортування фосфатів збудовано шестикілометрову вузькоколійну залізницю. Робота APM тривала аж до 1914 року, коли запаси всіх родовищ на острові вичерпалися і компанія закрилась.
1924 року Британська екваторіальна нафтова компанія в особі її трьох представників на чолі з капітаном Робертом Роджером почала шукати порт, придатний для транспортування нафти, яку видобувала у Венесуелі нафтова компанія Лаго. Оскільки в Кюрасао всі порти були зайняті іншими компаніями, то вибір припав на порт у Сінт-Ніколасі, який не діяв від часів припинення видобутку фосфатів на Арубі. Після двох тижнів перебування в Сінт-Ніколасі в будинку сім'ї Еманів прийнято рішення про будівництво перегонної станції в Сінт-Ніколасі.
Від 1925 року проведено реконструкцію порту, комплекс офіційно відкрито 17 листопада 1927 року. В грудні того ж року губернатор колонії Кюрасао Брантьєс офіційно відвідав Сінт-Ніколас, щоб побачити результати робіт. Викупивши будинок Еманів, компанія Лаго відкрила в ньому свій другий офіс.
У лютому 1928 ухвалено рішення про будівництво нафтопереробного заводу. Тоді ж запущено проєкт із будівництва житла для майбутніх співробітників заводу, до кінця року завершено електростанцію. У січні 1929 року завод здано в експлуатацію, в перші роки в нього інвестовано 22 млн доларів.
Поліпшення порту відбувалося також під час Другої світової війни, оскільки переробний завод був одним з найбільших у світі, що діяли у воєнний час.
1986 року нафтопереробний завод «Лаго» закрито. 1990 року компанія Coastal Oil Company знову запустила нафтопереробний завод, 2004 року його власником стала компанія з Техасу Valero.

## Пам'ятки
Бар Charlie's Bar працює від 1941 року і колись мав репутацію галасливого місця збору моряків та працівників нафтопереробного заводу. Оформлений безліччю старовинних дрібничок — стіни бару прикрашають картини, візитні картки та номерні знаки, зі стелі звисають капелюхи, летючі тарілки, рятувальні жилети, футболки різних спортивних команд.
Частину головної вулиці Сінт-Ніколаса перетворено для прогулянок та закупів у магазинах, що продають сувеніри, ремісничі вироби та місцеві закуски. У Сінт-Ніколасі є також невеликий природний міст менший за розміром, ніж міст в Андікурі. Щоб оглянути його, треба доїхати до кінця дороги і пройти близько 60 м пішки по лавових та коралових формуваннях.
У місті розташована одна з перших на Арубі водонапірних веж — Сан-Ніколас, яка нині є музеєм.